# وزارت کشاورزی و امنیت غذایی اسرائیل
وزارت کشاورزی و امنیت غذایی اسرائیل (انگلیسی: Ministry of Agriculture and Food Security، عبری: משרד החקלאות וביטחון המזון‎، ت. «Misrad HaHakla'ut UBithon Hamazon») وزارتخانه‌ای در دولت اسرائیل است که بر صنعت کشاورزی این کشور نظارت دارد. این وزارتخانه در ابتدا وزارت کشاورزی نامیده می‌شد، اما در سال ۱۹۹۲ این عنوان به وزارت کشاورزی و توسعه روستایی تغییر یافت. وزارت توسعه که بر توسعه روستایی نظارت داشت، در سال ۱۹۷۴ منحل شد.